# Tytroca eremochroa
Tytroca eremochroa är en fjärilsart som beskrevs av George Francis Hampson 1912. Tytroca eremochroa ingår i släktet Tytroca och familjen nattflyn. Inga underarter finns listade i Catalogue of Life.